# Раух, Бонавентура фон
Иоганн Бонавентура фон Раух (нем. Johann Bonaventura von Rauch; 25 июля 1740, Тахертинг, Баварский округ — 9 февраля 1814, Шпандау) — немецкий военачальник, генерал-майор, директор инженерной академии в Потсдаме.

## Биография
Иоганн Бонавентура Раух, в юности не имевший дворянской приставки «фон», родился в баварской деревушке Петерскирхен (ныне входит в состав коммуны Тахертинг) в семье сельского учителя Иоганна Антона Рауха (1687–1745) и его жены Гертруды, урождённой Райтер (1709–1742). К пяти годам мальчик осиротел, после чего его взял на воспитание местный католический священник, который сам не имел права иметь детей. Священник дал мальчику неплохое начальное образование, а затем отправил учится в иезуитский коллегиум в Штраубинге. В иезуитских учебных заведениях (коллегиумах) XVIII столетия, помимо сугубо церковных дисциплин, весьма основательно преподавались и светские, в том числе и точные науки (в частности, астрономия). Однако, юный Иоганн Бонавентура, по всей видимости, тяготился атмосферой, царившей в учебном заведении иезуитов. По всей видимости, он просто сбежал оттуда, после чего в 1756 году шестнадцатилетним юнцом объявился в Байрейте, где сумел произвести впечатление на местного правителя, маркграфа Фридриха III Бранденбург-Байрейтского, который помог ему покинуть Баварию, где его вероятно разыскивали, и отправится на север Германии, где предприимчивый юноша, по рекомендации маркграфа Фридриха, стал пажом у другого немецкого правителя — князя Брауншвейг-Вольфенбюттельского. В 1761 году из пажей Бонавентура Раух, которому к тому времени исполнилось 21, был пожалован в военные инженеры Брауншвейгской службы. В составе воинского контингента под командованием принца Фердинанда Брауншвейгского он в 1761—1762 годах принял участие в Семилетней войне, был ранен при осаде Касселя, а также участвовал в осадах городов Меппен и Цигенхайн (в настоящее время включён в состав Швальмштадта).
В 1766 году Раух был произведён в лейтенанты корпуса военных инженеров Брауншвейга, а в 1766 году — в капитаны. В 1775 году он ездил в горы Гарца, чтобы произвести точные замеры высоты горы Броккен, известной из средневековых легенд, как пристанище ведьм.
В августе 1777 года, по рекомендации герцога Фердинанда Брауншвейгского, Раух перешёл на службу в прусскую армию. Оказавшись в Пруссии, он сперва читал лекции офицерам прусского инженерного корпуса в Кёнигсберге, а затем принял деятельное участие в Войне за баварское наследство. Уже в Кёнигсберге Раух приобрёл репутацию исключительно способного преподавателя. Поэтому, когда в 1788 году король Фридрих Вильгельм II основал Королевскую инженерную академию в Потсдаме в качестве шага в сторону модернизации прусской армии, то Бонавентура Раух, произведённый в майоры, сразу же стал там одним из профессоров.
В 1790 — 1792 годах он выезжал в Силезию, для обследования местных горных массивов на предмет выбора удобного места для будущей прусской крепости. В ходе одной из этих поездок, 28 августа 1790 года, он встретился  с Гёте, что было в дальнейшем задокументировано биографами поэта. В этот период Раух также опубликовал несколько трудов по картографии и по военной истории. С началом французских революционных войн, Раух служил в прусском штабе на театре военных действий, принимал участие в осаде Лонгви и Вердена, после чего заболел дизентерией и оставался в госпитале в Кобленце до ноября 1792 года.
В 1796 году король Пруссии произвел Рауха в подполковники и назначил его директором Инженерной академии в Потсдаме, где он ранее преподавал.
В 1805 году Раух был произведён в генерал-майоры. К этому времени он давно уже был возведён в дворянское достоинство. Репутация фон Рауха была в те годы практически безупречна — 65-летний директор одного из ключевых военно-учебных заведения Пруссии был любим учениками, как преподаватель, коллегами ценился, как маститый учёный, а военными практиками рассматривался, как никогда не уклонявшийся от опасности генерал. Не удивительно, что на фоне сплошных поражений, которые Пруссия терпела в войнах с Францией в те годы, на Рауха накануне намечавшейся новой войны возлагались весьма значительные надежды.
Летом 1806 года, с началом войны, Раух был послан в Штеттин в качестве заместителя коменданта крепости, 77-летнего генерал-лейтенанта Фридриха Гисберта Вильгельма фон Ромберга. Штеттин считался сильной, значительной крепостью, имевшей 5 000 человек хорошего гарнизона, крепкие укрепления, большие запасы продовольствия и пороха. Однако, когда крепости достигла весть о чудовищном поражении прусской армии в двойном сражении при Йене и Ауэрштедте, престарелый Ромберг впал в депрессию. 28 октября 1806 года главнокомандующий прусской полевой армией генерал от инфантерии князь Фридрих Людвиг цу Гогенлоэ-Ингельфинген сдал французам расположенную неподалёку крепость Пренцлау, куда только что перед этим отступил во главе своих войск, возглавив гарнизон, как старший по званию.  Когда на следующий день, 29 октября 1806 года, и перед стенами Штеттином  замаячили французские войска (как выяснилось поздней, 800 гусар, во главе со знаменитым генералом Лассалем, но без тяжелой артиллерии и без пехоты, которые по умолчанию не могли ни взять, ни даже блокировать крепость), генерал-лейтенант фон Ромберг, неверно оценив соотношение сил, сдался им в плен с пятитысячным гарнизоном. Вместе с фон Ромбергом сдались ещё два генерала — фон Раух и Курд Готтлоб фон Кнобельсдорф. Ярость короля Пруссии Фридриха Вильгельма III, когда он узнал о сдаче Штеттина, нельзя было передать словами. Все три генерала были уволены из армии без права на прощение и приговорены к пожизненному заключению в цитадели Шпандау.
Однако, в связи с былой популярностью Рауха, его участь вызвала сочувствие среди многих прусских офицеров. Заручившись поддержкой королевы Луизы Прусской, они добились того, чтобы Рауха освободили из тюрьмы и позволили бы проживать под домашним арестом в самом Шпандау. Так, в положении арестованного и разжалованного, но всё же пользующегося некоторой физической свободой военачальника, он и скончался 9 февраля 1814 года.

## Семья
3 июня 1773 года Раух женился на Иоганне Бандель (1752–1828), дочери прусского чиновника Иоганна Юстуса Банделя из Шведта. В этом браке родилось 12 детей. Несмотря на сомнительный конец карьеры фон Рауха, его дети и внуки сформировали целую прусскую военную династию, многие из представителей которой достигли высоких постов. Генералами стали три сына Бонавентуры:
- Густав фон Раух (1774-1841) — генерал пехоты, прусский военный министр.
- Леопольд фон Раух (1787-1860) — генерал-майор, герой сражения при Кульме, военный преподаватель.
- Фридрих Вильгельм фон Раух (1790-1850) — генерал-лейтенант, военный атташе в России.

Среди внуков военачальника были:
- Альфред фон Раух (1824-1900) — генерал кавалерии
- Фридрих Вильгельм фон Раух (1827-1907) — генерал-лейтенант

а его правнук: 
- Фридрих Леопольд (1855-1935) — генерал кавалерии.